# Кастания (дем Пидна-Колиндрос)
Вижте пояснителната страница за други значения на Кастания.
Кастания (на гръцки: Καστανιά, катаревуса Καστανέα, Кастанеа) е село в Егейска Македония, Гърция, дем Пидна-Колиндрос в административна област Централна Македония.

## География
Селото е разположно на 340 m надморска височина, на 4 km югозападно от Колиндрос (Колиндър).

## История

### В Османската империя
Александър Синве („Les Grecs de l’Empire Ottoman. Etude Statistique et Ethnographique“) в 1878 година пише, че в Катания (Katania), Китроска епархия, живеят 66 гърци. В 1900 година според Васил Кънчов („Македония. Етнография и статистика“) Кестаня е село в Берска каза и в него живеят 60 гърци християни. Според секретаря на Българската екзархия Димитър Мишев („La Macédoine et sa Population Chrétienne“) в 1905 година в Кестания (Kestania) има 75 гърци.
В гробищната църква „Свети Николай“ в края на 60-те, началото на 70-те години на XIX век работи зографът от Кулакийската школа Митакос Хадзистаматис, който изписва една от петте царски икони, както и царските двери. В църквата „Свети Атанасий“ има икона на Събранието на Апостолите, която също е дело на кулакийски майстор от втората половина на XIX век.

### В Гърция
След Междусъюзническата война селото попада в Гърция. До 1918 година е част от Берско (Иматия), а до 1927 година е част от община Рякия (Радяни).
Населението произвежда пшеница, тютюн, картофи и се занимава и със скотовъдство.
| Година    | 1913 | 1920 | 1928 | 1940 | 1951 | 1961 | 1971 | 1981 | 1991 | 2001 | 2011 | 2021 |
| --------- | ---- | ---- | ---- | ---- | ---- | ---- | ---- | ---- | ---- | ---- | ---- | ---- |
| Население | 110  | 185  | 154  | 237  | 324  | 427  | 409  | 418  | 393  | 423  | 249  | 251  |